# Saccharopolyspora spinosa
Saccharopolyspora spinosa is een bacteriesoort behorend tot de straalzwammen. Het produceert insectendodende stoffen die onder de naam Spinosad gebruikt worden in de biologische landbouw.